# Mevalonska kiselina
Mevalonska kiselina (MVA) je hidroksi karboksilna kiselina. Ovo jedinjenje se formira u mevalonatnom putu kojim se generišu dimetilalil pirofosfata (DMAPP) i izopentenil pirofosfata (IPP). Ove supstance zatim služe kao biosintetička polazna tačka u mnoštvu procesa: sintezi terpenoida, proteinskoj prenilaciji, održavanju ćelijske membrane, sintezi hormona, ankerisanju proteina, i N-glikozilaciji. Anjon mevalonske kiseline, predominantni oblik molekula u biološkim medijima, je poznat kao mevalonat. Ovo jedinjenje ima farmaceutski značaj. Lekovi, poput statina, zaustavljaju formiranje mevalonata inhibicijom HMG-CoA reduktaza.

## Hemija
Mevalonska kiselina je veoma rastvoran u vodi i u polarnim organskim rastvaračima. Ona stoji u ekvilibrijumu sa laktonom, zvanim mevalonolakton, koji se formira putem interne kondenzacije njenog terminalnog alkohola i karboksilne funkcionalne grupe.